# US-Militärintervention in Nicaragua 1926–1933
Die US-Militärintervention in Nicaragua 1926–1933 war die zweite US-Militärintervention in Nicaragua nach der US-Militärintervention in Nicaragua 1909–1925. Sie dauerte vom 7. Mai 1926 bis zum 2. Januar 1933 und stand im Kontext der Bananenkriege der USA von 1898–1934 im zentralamerikanisch-karibischen Raum.

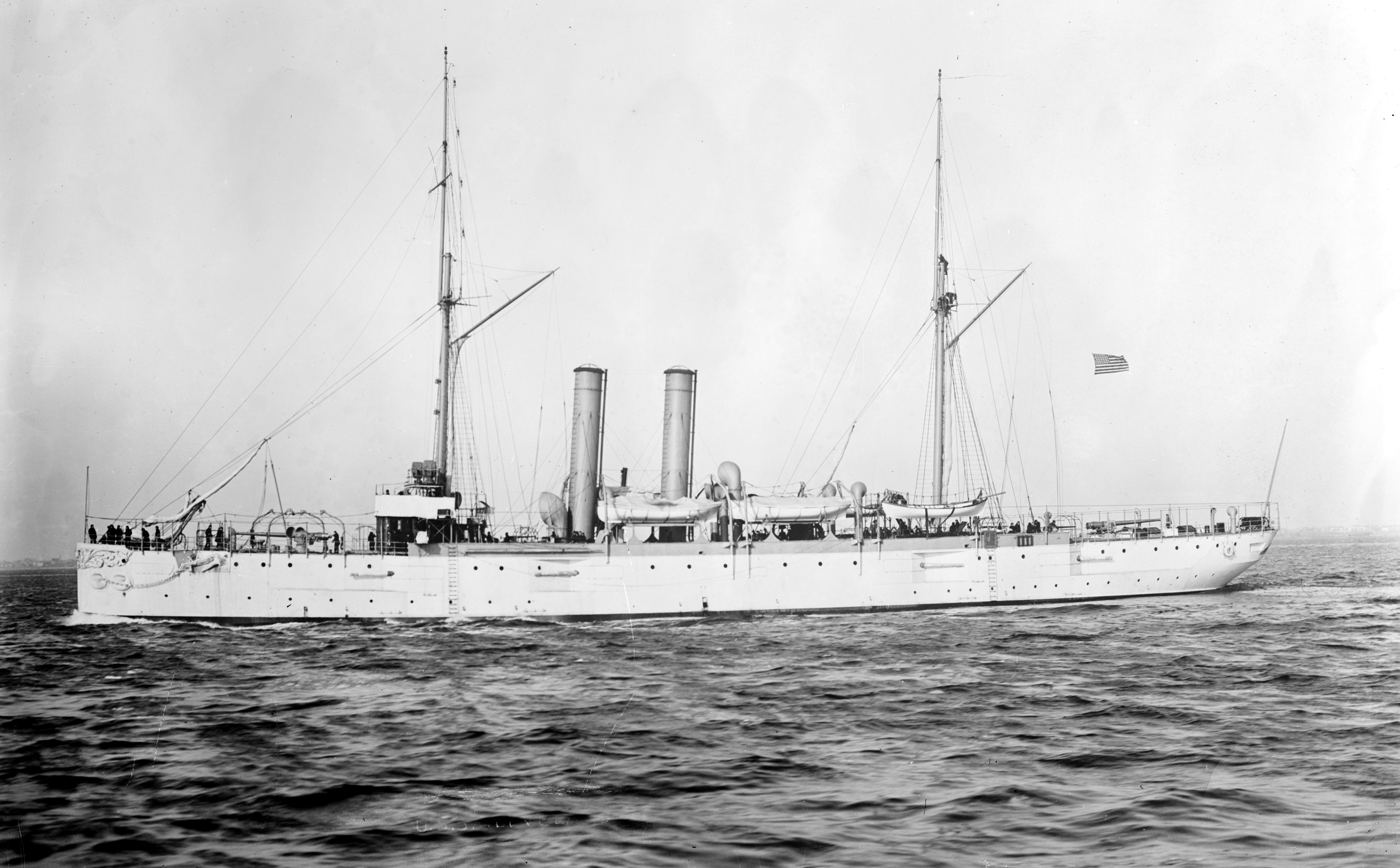
USS Cleveland

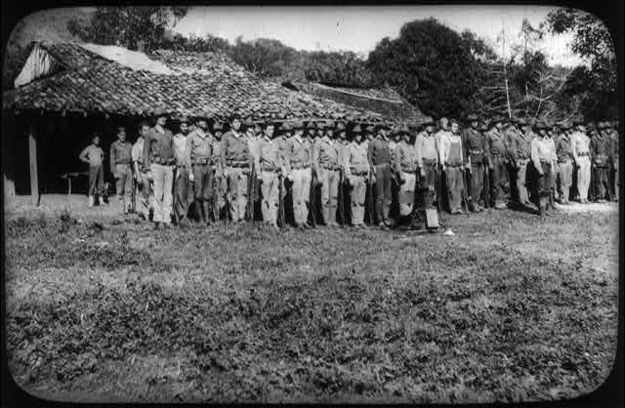
5th Marines in Nicaragua

Am 6. Mai 1926 erreichte der Kreuzer USS Cleveland Bluefields, die Marines des United States Marine Corps (USMC) landeten am 7. Mai 1926 und erklärten eine Neutrale Zone, womit sie in den Guerra Constitucionalista intervenierten, um die Leben von US-Bürgern und andere fremde Interessen zu schützen. Der Schutz bezog sich auch auf den Zollschalter und das Zollhaus in El Bluff. Die Banco Nacional war nun geschützt. Das Geld war vorher durch die Partido Liberal entnommen worden. Zur Neutralen Zone gehörte: Bluefields, El Bluff, Rama, La Cruz del Río Grande, Bragmans Bluff und Corn Islands. Frank Billings Kellogg betonte die Neutralität in der Auseinandersetzung zwischen der Partido Liberal und der Partido Conservador.
Die Regierung der Partido Conservador hob eigene Truppen unter der Bezeichnung Constabularios aus.

## Waffenembargo
Die Luftwaffe der Constabularios wurde mit zwei Hisso Swallow Doppeldeckern aus den USA ausgerüstet, obwohl ein Waffenembargo von Seiten der US-Regierung für Nicaragua verhängt war. Die Doppeldecker waren von Humberto Pasos Diaz bestellt worden.
Die beiden Piloten, welche die Flugzeuge überführten – William Brooks und Lee Mason –, wurden samt Maschinen von der Regierung Chamorro requiriert. In der Leitung der Luftwaffe der Constabularios war außerdem der US-Marinepilot Irvine Rutledge.

## Concón
Die Partido Liberal deckte sich traditionell in Mexiko mit Waffen ein. Im August 1926 landeten US-Marines im Hafen von Corinto. Am 17. August 1926 griff die Luftwaffe der Constabularios den unter mexikanischer Flagge fahrenden Dampfer Concón an, als dieser in der Nähe des Hafens von Corinto Waffen für die Partido Liberal löschte. Die Gewehre der Lieferung wurden als „Concón“ bezeichnet.

## Fernmelder
Die Doppeldecker wurden zur Aufklärung für die Constabularios unter General Roberto Hurtado eingesetzt. Die Truppen der Partido Liberal unterbrachen die Fernmeldeleitung Managua Corinto, deshalb wurden die Flugzeuge zu Postdiensten eingesetzt.

## Adolfo Díaz
Am 14. November 1926 wurde wieder der Buchhalter des US-Bergbauunternehmens The Rosario and Light Mines Co, Adolfo Díaz, Präsident. Díaz forderte umgehend eine US-Militärintervention in Nicaragua. Calvin Coolidge sah eine Bedrohung für US-Bürger und entsprach der Forderung. Anfang Januar 1927 landeten weitere US-Marines in Bluefields, Prinzapolka, und Corinto. Darüber hinaus wurden Waffen von der US-Regierung einschließlich einer dritten Hisso Swallow fabrikneu nach Nicaragua geliefert. Das Außenministerium der Vereinigten Staaten gab Associated Press eine Geschichte, welche einen mexikanischgestützten bolschewistischen Vorherrschaftsstreit um den Panamakanal darstellte. Zum März 1927 berichtete die US Navy, dass 5414 Mann auf dem Weg nach Nicaragua oder in Nicaragua im Einsatz seien.

## Chinandega
Mitte Januar 1927 griffen Verbände der Partido Liberal unter General Francisco Parajón die Constabulary unter General Alfredo Noguera Gómez in den Regionen Leon und Chinandega an und nahmen Maniadero ein. Am 6. Februar 1927 schlossen die Truppen der Partido Liberal Chinandega ein. Die Constabularios von Santa Ana und El Calvario waren beschäftigt. Die US-Marines wurden am 6. Februar 1927 unter US-Major James J. Meade zur Verteidigung von Managua abgestellt.
Am 6. Februar 1927 griffen die Flugzeuge der Constabularios die Truppen der Partido Liberal in Chinandega an. Die beiden Piloten Mason and Brooks hatten bereits Dynamitbomben geworfen und mit ihren Gewehren auf Truppen der Partido Liberal geschossen. Die Swallow (Schwalbe) war mit einer Lewis Gun und einer Kamera ausgerüstet. Die ältere Swallow hatte einen 100-PS-Motor und trug eine Kamera; der Pilot hatte eine automatische Pistole, ein Gewehr und Munition. Mittags brannten in Chinandega zwei Blöcke des Geschäftsviertels. Gegen 17:00 Uhr hatte sich Constabularios entlang der Bahnlinie Chinandega Philadelphia eingegraben, mittlerweile brannten neun Blöcke. Am 7. Februar 1927 griff die Constabularios Chinandega an. In der Frühe wurde Mason geschickt, um Anweisungen abzuwerfen. Mittags griff Brooks Stellungen der Partido Liberal in Chinandega mit Bomben und Gewehrfeuer an, worauf in den Straßen Menschen einschließlich Frauen und Kinder versuchten, zu fliehen. Am 19. Februar 1927 wurde Chinandega von US-Marines eingenommen.

## Ocotal

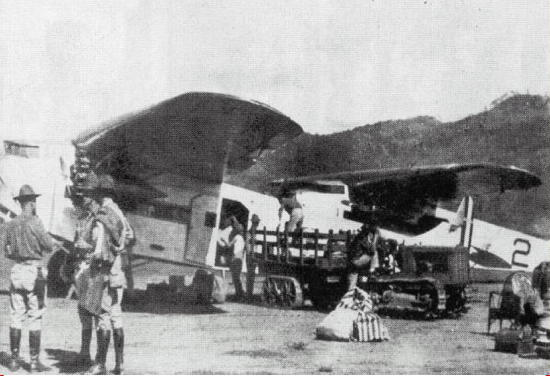
US Air Force in Ocotal, Nicaragua (1929)

Bei der Schlacht von Ocotal unter Captain Gilbert Hatfield wurden am 17. Juli 1927 fünf Airco De Haviland vom Boden aus dirigiert. Dabei wurden angeblich 300 Nicaraguaner getötet.

## Quilalí

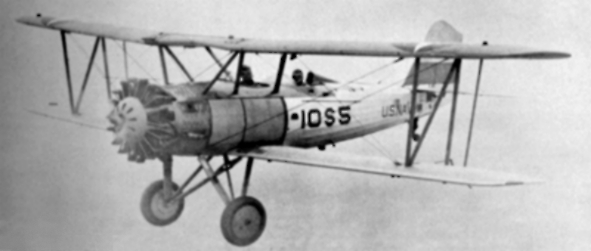
Vought O2U

Am 1. Januar 1928 um 13:00 wurden 300 Soldaten des USMC eines Versorgungstrupps auf dem Weg von der Minenstadt San Albino in Nueva Segovia nach Quilalí am Hügel Las Cruces von Truppen der Partido Liberal unter der Leitung der Generäle Francisco Estrada und Juan Gregorio Colindres angegriffen. Dabei wurde 1st Sergenant Thomas G. Bruce, der Leiter des Trupps getötet, die Marines verteilten sich, es gab einen dreistündigen Schusswechsel, wobei Maschinengewehre, eine 37-mm-Kanone, Granaten und Macheten eingesetzt wurden, es wurden 90 Marines getötet, 60 blieben und 150 schlugen sich nach Quilalí durch. Für die Truppen der Partido Liberal war die Beute: sechs Lewis-MG, drei Thompson-MP, drei automatische Gewehre, 46 Gewehre, 16 mit Munition verschiedener Kaliber beladene Tragtiere, topografische Karten, Markierungszeichen zum Einweisen von Flugzeugen, Feldgläser und Kompasse. Die Truppen der Partido Liberal belagerten Quilalí. Am 6., 7. und 8. Januar 1928 flog Lt. Christian Schilt mit einer Vought O2U 18 Schwerverletzte nach Managua aus. Beim Ausladen der Toten und Verletzten half Charles Lindbergh.

## Protest Against Marine Rule in Nicaragua
Die American Anti-Imperialist League klebte Anfang 1928 auf ihren Postsendungen Sticker mit der Aufschrift »Protest Against Marine Rule in Nicaragua«.
Die US-Mail stellte die Sendungen nicht zu und U. S. Postmaster General Harry S. New drohte mit Geldstrafe oder bis zu fünf Jahren Haft.

## Pacto del Espino Negro

Ein Militärfahrzeug, das mit einer Heavy Browning Machine Gun ausgerüstet wurde

Die Generäle der Partido Liberal José María Moncada und Juan Bautista Sacasa kämpften bis zum 4. Mai 1929, dann schlossen sie bei Tipitapa mit dem vom US-Präsidenten Calvin Coolidge gesandten Henry L. Stimson unter einer Espino Negro den Pacto del Espino Negro. Nach der Amtszeit von Díaz durften Moncada und anschließend Sacasa Präsident werden.

## Ejército Defensor de la Soberanía Nacional

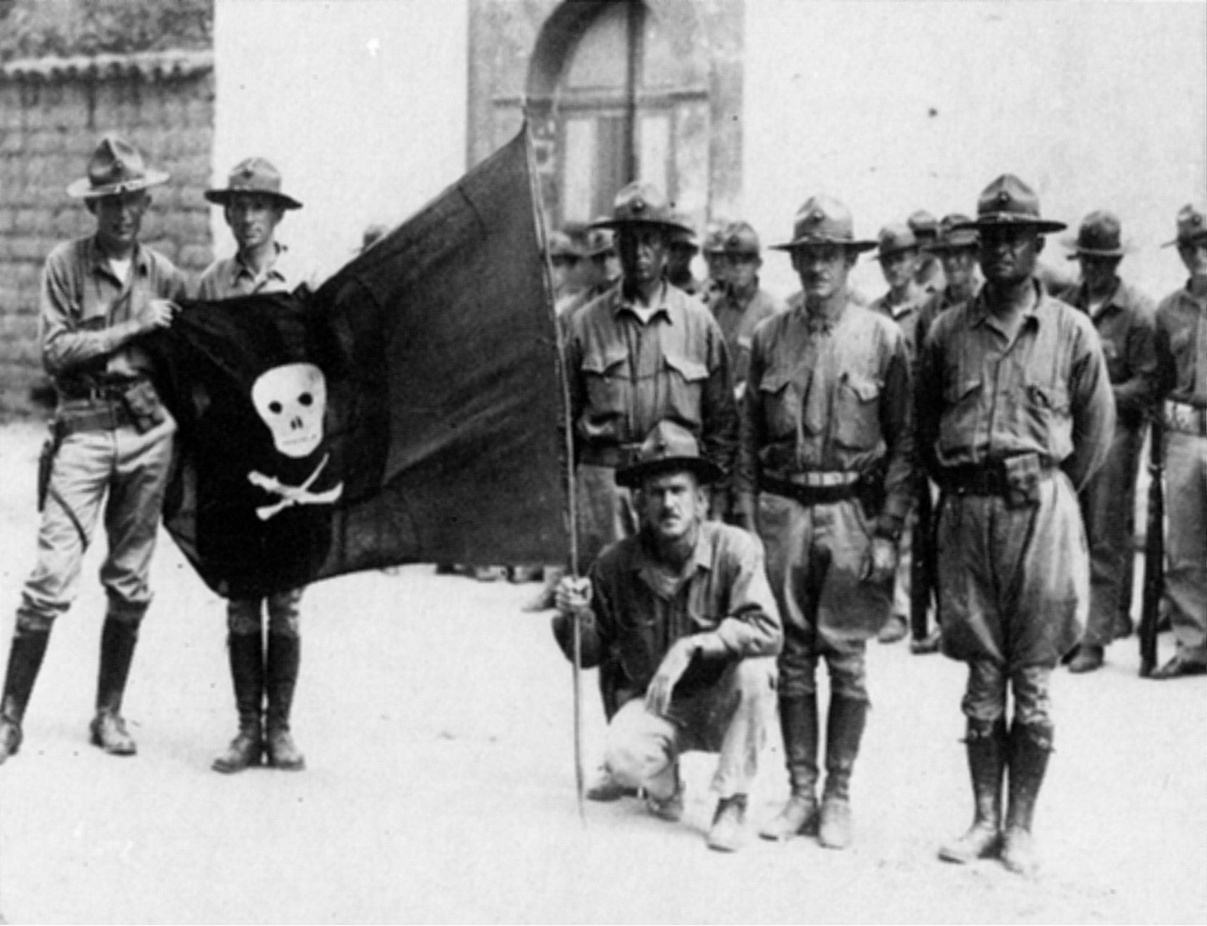
US-Marines mit der erbeuteten Flagge des Guerillaführers Augusto César Sandino (1932)

Augusto César Sandino erhielt den Titel General de Hombres Libres (General der freien Männer) und führte situationsabhängig den Kampf mit 2000 bis 6000 Mitgliedern des Ejército Defensor de la Soberanía Nacional – EDSN (Verteidigungskraft der nationalen Souveränität) – im Norden Nicaraguas fort. Am 21. August 1929 legte der US Navy Transporter Henderson mit 750 Marines in Corinto in Richtung New York ab. Im Jahr 1930 blieben in Nicaragua 1000 Marines. Am 2. Januar 1933, einen Tag nach dem Amtsantritt von Sacasa als Präsident, zogen die Marines vereinbarungsgemäß aus Nicaragua ab, nachdem sie die Guardia Nacional de Nicaragua (Nationalgarde Nicaraguas) aufgestellt und ausgebildet hatten, deren Oberbefehl bei Anastasio Somoza García lag.